# بوب أديس
بوب أديس (بالإنجليزية: Bob Addis)‏ هو لاعب كرة قاعدة أمريكي، ولد في 6 نوفمبر 1925 في Mineral, Ohio ‏ في الولايات المتحدة، وتوفي في 15 نوفمبر 2016 في يوكليد في الولايات المتحدة.

## وصلات خارجية
- بوب أديس على موقعبيزبول رفرنس.كوم (الدوري الرئيسي) (الإنجليزية)
- بوب أديس على موقعبيزبول رفرنس.كوم (الدوري الثانوي) (الإنجليزية)
- بوب أديس على موقع مشجعي الرسوم البيانية (الإنجليزية)